# Terpna amplificata
Terpna amplificata är en fjärilsart som beskrevs av Walker 1862. Terpna amplificata ingår i släktet Terpna och familjen mätare. Inga underarter finns listade i Catalogue of Life.